# دراغو جيلياك
دراغو جيلياك مواليد 14 يناير 1960 في رييكا، جمهورية يوغوسلافيا الاشتراكية الاتحادية، هو لاعب كرة يد كرواتي معتزل تحول إلى التدريب بعد الاعتزال لعب كجناح أيسر. مثل كل من منتخب كرواتيا لكرة اليد ومنتخب يوغوسلافيا لكرة اليد.

## الإنجازات
كلاعب
- بطولة يوغوسلافيا لكرة اليد (3)

كمدرب
- الدوري الكرواتي لكرة اليد (3)